# Музеј ромске културе у Брну
Музеј ромске културе (чеш. Muzeum romské kultury), је институција посвећена историји и култури ромског народа. Налази се у Брну, Чешка.

## Историја
Музеј су 1991. године основали припадници чешке ромске интелигенције, предвођене Јаном Хорватовим, у периоду слободе који је уследио након Плишане револуције у Чехословачкој. Током раних година, његова локација се селила са једног места на друго, а институција се борила са финансијским проблемима. У децембру 2000. године преселио се у своју данашњу зграду у улици Братиславска у Брну, која је центар локалне ромске заједнице. Музеј се сада финансира из државног буџета.
Првог децембра 2005. године отворена је прва стална поставка.

## Изложбе
Стална поставка покрива шест просторија површине 326 м². Посвећен је животу, култури и важним догађајима Рома током њихове миграције из Индије до данас, са нагласком на ситуацију у Чешким земљама током периода 1945–1989.
Повремено се приказују привремене изложбе, углавном уметности и фотографије.
Поред изложби, музеј је и место ромског истраживања у централној Европи. Уз јавну библиотеку, студенти и други заинтересовани имају прилику да бирају између више од 3.000 публикација (књига, часописа, ЦД-а). Музеј организује предавања, концерте, трибине и курсеве ромског језика за јавност и професионалце. Поподне је отворен клуб за ромску децу из суседства.

## Библиотека
Извори библиотеке укључују важне истраживачке радове и графике, ромску литературу, вести на чешком и словачком (у вези са Ромима), чланке о Ромима на страним језицима, преглед закона, штампане дискусије и дебате.